# Pyrorchis
Pyrorchis – rodzaj roślin z rodziny storczykowatych (Orchidaceae). Obejmuje 2 gatunki występujące na Nowej Zelandii i w czterech australijskich stanach - Australia Południowa, Tasmania, Wiktoria, Australia Zachodnia.

## Systematyka
Rodzaj sklasyfikowany do podplemienia Megastylidinae w plemieniu Diurideae, podrodzina storczykowe (Orchidoideae), rodzina storczykowate (Orchidaceae), rząd szparagowce (Asparagales) w obrębie roślin jednoliściennych.
Wykaz gatunków
- Pyrorchis forrestii (F.Muell.) D.L.Jones & M.A.Clem.
- Pyrorchis nigricans (R.Br.) D.L.Jones & M.A.Clem.